# Ostbevern
Ostbevern település Németországban, azon belül Észak-Rajna-Vesztfália tartományban. Lakosainak száma 11 690 fő (2023. december 31.). Ostbevern Lienen, Glandorf, Warendorf, Telgte, Greven (Mecklenburg) és Ladbergen községekkel határos.

## Népesség
A település népességének változása:
| Lakosok száma | 6622 | 10 873 | 10 926 | 10 982 | 11 229 | 11 500 | 11 690 |
|               | 1975 | 2015   | 2017   | 2019   | 2021   | 2022   | 2023   |